# 艾萨克·多伊彻
艾萨克·多伊彻（Isaac Deutscher；1906年4月3日—1967年8月19日）是一位出生在波兰，后在二战爆发时迁居英国的犹太马克思主义作家、新闻工作者和社会活动家。他最为人知的身份便是列昂·托洛茨基和约瑟夫·斯大林的传记作者和苏联时事评论家。他的三卷本托洛茨基传纪《先知三部曲》在英国的新左翼中有着巨大影响，迄今仍是举世公认的研究托洛茨基的最权威著作，已被译成多种文字。

## 在波兰的早年
多伊彻生于奥匈帝国加利西亚小镇赫扎努夫（今属波兰小波兰省）的一个虔诚的犹太中产阶级家庭。他师从一位哈西德派的拉比，在学习摩西五经和塔木德时表現突出，被称为神童。但到了该受戒礼（bar mitzvah）的时候他已然失去了信仰。因为他在赎罪日吃掉了一位圣人（tzadik）墓上的洁食，借以考验上帝。当他发现自己平安无恙时，便成了一位无神论者。
多伊彻最早是以诗人的身份为人所知的，他16岁便开始在波兰的报刊上发表诗歌。他用意第绪语和波兰语创作的诗篇涉及到犹太和波兰的神秘主义、历史和神话，并试图把波兰文化和意第绪文化之间搭建交流的桥梁。他还将希伯来语、拉丁语、德语还有意第绪语的诗歌翻译为波兰语。
在这之后，他以旁听生的身份在克拉科夫的亚捷隆大学学习文学、历史还有哲学。18岁时，他前往华沙进一步求学，学了哲学和经济学，成为了马克思主义者。1927年左右，他加入了不合法的波兰共产党，成为了党地下出版社的编辑。1931年，他访问了苏联，看到了正在实行第一个五年计划的苏联的经济发展状况。莫斯科大学和明斯克大学均请他任教，教授社会主义历史和马克思主义理论，他拒绝了这些邀请，回到波兰，继续地下出版工作。归国后，多伊彻和他人一道创立了波兰共产党内首个反斯大林主义的组织，并且对党执行的“纳粹主义和社会民主主义并非势不两立的敌人，而是一对孪生兄弟”这一断言进行了控诉。这与当时第三国际所奉行的，视社会民主主义为共产党的最大敌人这一政策相冲突。于1933年，多伊彻发表了一篇名为“飘荡在欧洲上空的野蛮主义幽灵”（The Danger of Barbarism over Europe）的文章。在文中，他呼吁建立一个社会民主主义者—共产主义者联合阵线（united socialist-Communist front）以抵抗纳粹主义。之后，多伊彻被以“夸大纳粹主义的危险... 在共产主义者中传播恐慌”的名义开除出波兰共产党。

## 旅居英国和报业生涯
1939年4月，多伊彻离开了波兰，前往伦敦。他的身份是一名波兰犹太人报纸的通信记者，当时他已经为那家报社作了14年审校员。 这次离开波兰救了他一命，并改变了他未来的人生道路。之后，他再也没有返回过波兰，也再没有见过任何家人。在伦敦，他继续为那家报纸撰稿。不久之后，他参加了托派组织革命工人联盟（Revolutionary Workers League）。
德军于1939年九月占领波兰后，他和报社的联系被切断了。他开始自学英语，以便为英文杂志投稿。 很快，多伊彻成了著名周刊《经济学家》的定期通信记者。1940年他加入了流亡苏格兰的波兰军队，却被当做危险分子关了起来，直到1942年才被释放。获得自由后，他进入《经济学家》的编辑团队，成了该刊物在军事动态和苏联事务方面的专家和驻欧洲的首席通信记者。此外， 他也不时以游隼（Peregrine）的笔名给观察家报撰稿。
多伊彻于1946年放弃记者生涯，专心著书。 多伊彻的名字随后出现在了奥威尔名单上。这是乔治·奥威尔于1949年3月给英国外交与联邦事务部下辖的信息研究部准备的名单，该部门主要负责对抗苏共对西方国家劳工运动的宣传影响。奥威尔的这一名单列举了当时有亲共倾向的报人和作家，认为他们不适合为信息研究部撰稿。多伊彻的名字上还有批注：仅为同情者（Sympathiser only）。

## 传记作家和学者（1948 - 1967）
多伊彻于1949年出版了他的第一本书《斯大林政治评传》。多伊彻一直是一个坚定的托洛茨基主义者，但在该书中，多伊彻认为斯大林肩负了在苏联建设社会主义的使命。尽管从多伊彻的观点来看，这种社会主义是对马克思、列宁和托洛茨基的思想的极大扭曲。
《斯大林政治评传》这部著作使多伊彻成为了苏联事务和十月革命方面当之无愧的权威。紧接着，他便开始撰写托洛茨基的传记。多伊彻的本意是研究流亡中的托洛茨基，但他逐渐发现，托氏晚年的种种遭遇实际上源于早年的经历，于是他把写作计划扩展为托洛茨基的一生。1954年第一部《全副武装的先知》出版，其中叙述了托洛茨基早年的求学和革命活动，在1905年革命和1917年革命中的作用，并分析了托氏“不断革命论”的思想起源。1956年苏共二十大之后的东欧事件吸引了作者的注意力，使他暂停了写作。他发现苏联国内对斯大林的评价彻底改变，但对托洛茨基的指责依旧，这使得多伊彻更加感受到自己给托洛茨基作传的重要性。1959年，第二部《解除武装的先知》出版，叙述托洛茨基在党内民主，民族问题，“一国能否建立社会主义”等问题上和其他领导人争论，各次党内斗争的情况，以及他在阿拉木图的流放生活。作者说这两卷的书名是受了马基雅维利《君主论》中的一句“凡是武装的先知都获得胜利，凡是手无寸铁的先知都遭到毁灭”。
三部曲的最后一部《流亡的先知》于1963年出版，描述了托洛茨基晚年的流放生活，世界革命理论的形成和最终的被刺杀结局。在撰写这三部著作的过程中，多伊彻对保存于哈佛大学的托洛茨基的档案进行了详尽的研究。特别是第三部《流亡的先知》，其中提到的很多资料当时都是完全不被人知的，多亏托洛茨基的遗孀娜塔莉亚·谢多娃给了他见到那些秘密档案的机会。三部曲完成后受到了各方的好评，格雷厄姆·格林在观察家报上发表文章说：“多伊彻的三卷本托洛茨基生平是这一年最激动人心的读物，定会被列入用英语写成的最优秀的传记著作之中。”英国首相托尼·布莱尔在2006年这样谈到三部曲：“（它）给我留下了很深的印象，使我养成了贯穿余生的对政治传记的热爱。”多伊彻本想把这个系列续写下去，为弗拉基米尔·伊里奇·列宁作传，并且希望写《斯大林的晚年岁月》作为《斯大林政治评传》的补充。然而两卷本的《列宁的一生》因为他的猝然离世而戛然而止，其中也有政治原因：在当时的政治压力下，没有那所大学愿意资助这方面的研究。
六十年代，随着越战而来的西方左翼思潮的高涨，多伊彻在英国和美国的校园内得到了学生的广泛欢迎。他所信奉的托洛茨基主义已经变得更像一种马克思人道主义，尽管他从未抛弃托洛茨基。1965年，他参加了伯克利加州大学举办的第一次关于越南的座谈会，在那，成千上万的学生坐在台下聆听他对冷战的抨击。1966-67年他成为剑桥大学的乔治·特莱沃林讲座教师， ，同时得以受邀在纽约州立大学作了六周的演讲。 1967年的春天他更是得以访问纽约大学, 普林斯顿大学、哈佛以及哥伦比亚大学发表他的演说。 当年他在罗马猝然离世，他在剑桥大学的演讲以《未完成的革命》为题，整理成集出版。为了纪念他，人们设立了年度奖项多伊彻纪念奖授予那些那些“最具信服力和最具革新的的马克思主义论述著作”。

## 与犹太主义和犹太复国主义的关系
尽管是位无神论者且终生信奉社会主义，多伊彻仍旧强调了他身上犹太传承的重要性。他创造了非犹太教的犹太这一称谓,来形容自己和其他犹太人道主义者。他推崇一位生活于公元二世纪的犹太异端以利沙·本·阿布亚（Elisha ben Abuyah）的思想，而对犹太政治家很少关心。在华沙，他加入的是共产党而非普世犹太工联（General Jewish Labour Bund in Poland），因为他反对那个组织的意第绪主义倾向。
他对自身的犹太性的是这样定义的：
“宗教？我是个无神论者。犹太复国主义？我是个国际主义者。因此，就这两方面来看，我都不是个犹太人。然而，我的确是犹太人，一位由于无条件的团结所造就的犹太人，这种团结源于对犹太人的无尽迫害和消灭。我是个犹太人，是因为我感受到了犹太历史的脉搏，是因为我想要竭尽所能去确保真实的而非虚假的犹太人的安全和尊严。
在二战之前，多伊彻认为犹太复国主义在经济上是倒退的，又对国际社会主义有损害，从而反对它。但在大屠杀之后，他反思了战前的观点并认为有必要建立以色列国作为“历史的见证”来安置欧洲幸存下来的犹太人。但到了六十年代，他开始强烈地批评以色列的政策，因为它剥夺了巴勒斯坦人的土地。在1967年的六日战争，他强烈要求以色列从非法占领领土上撤军。“六日奇迹，他评论道，这场最新的、太过容易的凯旋总有一天...将被证明为以色列的灾难。”
他关于以色列最知名的论述是这样的：
“一个人从一栋燃烧着熊熊烈火的楼中跳下。而在大楼里，他的许多家人已经葬身于火海之中。他成功地逃过一劫，然而落下来的时候，他的身体重重地撞到了站在楼下的人，伤了那人的胳膊和腿。落下的人别无选择。但对于那个沦为垫脚石的人来说，那个从楼上落下的人造成了他的不幸。如果双方都表现的理性一点，他们本不会成为敌人。那位从火海逃生的人康复后将会尝试帮助和安慰那位不幸的人，在将来也许会意识到双方都不过是环境的受害者。但看一看双方都表现得不理性时所发生的：楼下的人因自己受到的不幸而谴责另外一个，发誓要让他为此付出代价。而另外一个由于害怕楼下的人的复仇，无论于何时何地见面，都要侮辱他，踢他，打他。于是，受伤的人再一次誓言复仇，却再一次挨打。这种敌意，一开始只是出于偶然的敌意，随着时光的流逝不断加深，最终必将使他们两人的存在失色并且毒化他们的思想。”

在《阿以战争：1967年6月》（“The Israeli Arab War, June 1967”） (1967)中，多伊彻，这位犹太裔马克思主义者，同时也是一位奥斯维辛集中营受害者和以色列居民的亲属这样写道：

“要不断提高我们的判断力，不要让它为情感和记忆所蒙蔽，无论它们有多深、有多么难以忘怀。绝不能允许奥斯维辛的魔咒再一次绑架我们，好让我们支持错误的事业。”（引自 《流亡的先知》）

他相信：

“为以色列对阿拉伯国家发动侵略做辩护，抑或是宽恕这种行为事实上都为以色列帮了倒忙，损坏了它的长期利益。以色列的安全，让我重申一遍，并没有随着1956年和1967年战争的发生而增强，相反，它为这些所破坏。这些所谓的“以色列之友”实际上是在煽动将以色列推入毁灭的深渊。”（引自 《流亡的先知》）

## 代表作
- 《斯大林政治评传》（1949）
- 《苏维埃贸易联盟》（Soviet Trade Unions）（1950）
- 《斯大林之后的俄国》（Russia After Stalin）（1953）
- 《俄国，下一个是什么》（Russia, What Next?） (1953)
- '《全副武装的先知》（1954）
- 《异端、变节者及其他文集》（Heretics and renegades: and other essays）(1955)
- 《转变中的俄国和其他文集》（Russia in transition, and other essays） （页面存档备份，存于）（1957）
- 《手无寸铁的先知》（1959）
- 《伟大竞赛：俄国和西方》（Great contest: Russia and the West）（1960）
- 《流亡的先知》（The Prophet Outcast: Trotsky, 1929-1940） (1963)
  - 中文译本：《先知三部曲》，王国龙等译，中央编译出版社，ISBN 7-80109-137-X
- 《多伊彻看阿以战争：一次对艾萨克·多伊彻的访谈》（Isaac Deutscher on the Israeli-Arab War: an interview with the late Isaac Deutscher）（1967）
- 《未完成的革命：1917-1967的俄罗斯》（The Unfinished Revolution: Russia 1917-1967） （1967年）
- 《无犹太教的犹太人和其他文集》（Non-Jewish Jew and other essays）(由塔玛拉·多伊彻整理而成) (1968)
- 《致瓦迪斯瓦夫·哥穆尔卡及波兰统一工人党中央委员会的公开信》（An Open Letter to Władysław Gomułka and the Central Committee of the Polish Workers Party）(1968)
- 《1953-1966年的俄罗斯、中国和西方》（弗雷德·哈利迪主编）（1970）
- 《当代的马克思主义》（Marxism in our time）(由塔玛拉·多伊彻整理而成)(1971)
- 《马克思主义、战争与革命—四十周年文集》（由塔玛拉·多伊彻整理而成）(1984)[註 2]

## 注解
1. ↑  Neil Davidson, "The prophet, his biographer and the watchtower" （页面存档备份，存于）, International Socialism 104, 2004
2. ↑  https://www.marxists.org/chinese/Isaac-Deutcher/index.htm （页面存档备份，存于） 中文马克思主义文库
3. ↑  .   [2011-03-27]. （原始内容存档于2011-11-19）.
4. 1 2 3 4 5 6 7 8 9 10 11 12 13 14 15 16  塔玛拉·多伊彻（Tamara Deutscher）(1968), "Isaac Deutscher 1907 - 1967" （页面存档备份，存于）《无犹太教的犹太人及其他文集》序（Preface to The Non-Jewish Jew & Other Essays）
5. ↑  "Orwell's List" by Timothy Garton Ash. （页面存档备份，存于） The New York Review of Books Volume 50, Number 14. September 25, 2003
6. 1 2  中央编译出版社《武装的先知》作者前言
7. ↑  Cahal Milmo, The Independent, 3 March 2006, "Blair reveals an unexpected influence: Trotsky" （页面存档备份，存于）
8. ↑  M Ignatieff, Isaiah Berlin: A Life (London, 1998), pp 93, 235; cited in Neil Davidson, "The prophet, his biographer and the watchtower" （页面存档备份，存于）, International Socialism 104, 2004
9. ↑  Deutscher, Isaac. “Who is a Jew?” In The Non-Jewish Jew and Other Essays. Tamara Deutscher, ed. and Introduction. New York: Oxford University Press, 1968. P. 51.
10. ↑  Deutscher, Isaac. An Interview: On the Israeli-Arab War.  New Left Review I/44 (July–August 1967): 30-45.
11. ↑  Deutscher, Isaac. The Non-Jewish Jew and Other Essays. London: Oxford University Press, pp 136-137

## 备注
1. ↑  在犹太教术语中，这是指一个男孩开始负起宗教义务的仪式，满13岁时举行
2. ↑  此处译名，若没有注明对应英文的来自于中文马克思主义文库
3. ↑  塔玛拉是多伊彻的妻子，在身后整理了他的很多东西。

## 资料来源
- Cliff, Tony, "The End of the Road: Isaac Deutscher's Capitulation to Stalinism" （页面存档备份，存于）, 1963.
- Horowitz, David, Isaac Deutscher: The Man and his work. London: Macdonald, 1971.
- Labedz, Leopold "Issac Deutscher: Historian, Prophet, Biographer" pages 33–03 from Survey, Volume 30, Issue # 1-2, March 1988.
- Laqueur, Walter The Fate of the Revolution: Interpretations of Soviet History from 1917 to the Present, New York : Scribner, 1987 ISBN 0-684-18903-8.
- Neil Davidson, "The prophet, his biographer and the watchtower" （页面存档备份，存于）, International Socialism 104, 2004.